# 로컨
로컨(본명: 이동욱, 1998년 2월 14일 ~ )은 대한민국의 리그 오브 레전드 프로게이머로 아이디는 LokeN이다. 포지션은 원거리 딜러이다. 현재 센고쿠 게이밍 소속이다. 프로게이머 타나의 친형으로 알려져 있다.

## 선수 생활
2015년 1월, ESC 에버에서 프로 커리어를 시작했다. ESC 에버 소속으로 2016 시즌 챌린저스 우승에 기여했다. 2016 서머 시즌을 앞두고 승격에 성공하며 챔피언스에 입성했다. 챔피언스에서도 좋은 모습을 보여주었다.
2017 시즌을 앞두고 징동 게이밍에 입단했다. 징동에서는 주전으로 활약하면서 좋은 모습을 보여주었다.
2019 시즌을 앞두고 탑 e스포츠에 입단했다. 탑 e스포츠에서는 좋은 모습을 보여주었으나 롤드컵 출전에는 실패했다.
2020 시즌을 앞두고 징동 게이밍으로 다시 복귀했다. 징동에서는 카나비와 함께 팀을 이끌며 스프링 시즌 팀의 우승에 기여했다. 서머 시즌 팀의 에이스로 불릴 만큼 폼이 올라왔으며 팀의 준우승에 기여했다. 2020 롤드컵에 진출했으며 팀의 8강 진출에 공헌했다. 2021시즌 종료 후, 징동 게이밍과의 계약을 종료했다.
2022시즌에는 휴식을 취했다.
2023시즌을 앞두고 센고쿠 게이밍에 입단하면서 휴식 후 1년여만에 복귀했다.

## 소속팀
| # | 팀명          | 소속 기간             | 소속 리그 | 비고 |
| - | ------------- | --------------------- | --------- | ---- |
| 1 | ESC 에버      | 2015.01~2016.11.28    | CK LCK    |      |
| 2 | 징동 게이밍   | 2016.12.19~2018.11.20 | LPL       |      |
| 3 | 탑 e스포츠    | 2018.11.27~2019.12.17 | LPL       |      |
| 4 | 징동 게이밍   | 2019.12.17~2021.10.01 | LPL       |      |
| 5 | 센고쿠 게이밍 | 2022.12.24~           | LJL       |      |

## 수상 내역
- 클랜 배틀 2015 우승
- 네네치킨 리그 오브 레전드 챌린저스 코리아 서머 2015 리그 1 준우승
- 네이버 2015 LoL KeSPA컵 우승
- IEM 시즌 10 쾰른 우승
- 리그 오브 레전드 챌린저스 코리아 스프링 2016 우승
- 내셔널 e스포츠 토너먼트 2017 준우승
- 내셔널 e스포츠 토너먼트 2018 우승
- 데마시아컵 윈터 2018 준우승
- 리프트 라이벌즈 2019 준우승
- 리그 오브 레전드 프로리그 스프링 2020 우승
- 2020 미드 시즌 컵 4강
- 리그 오브 레전드 프로리그 서머 2020 준우승
- 리그 오브 레전드 월드 챔피언십 2020 8강